# Майкл Стайп
Майкл Стайп (англ. John Michael Stipe); нар. 4 січня 1960) — музикант, вокаліст гурту R.E.M. з 1980 по 2011 рік.

## Біографія

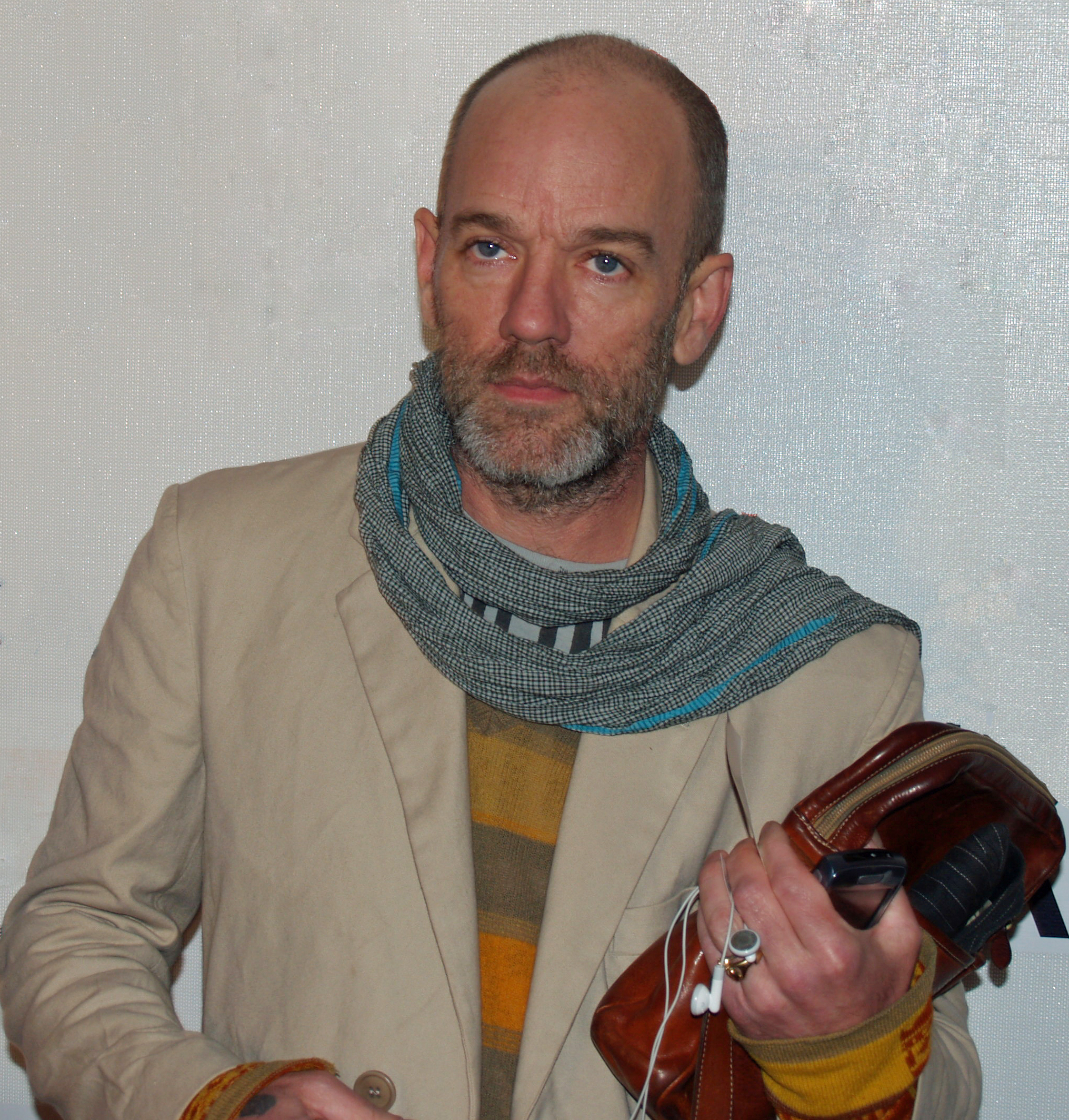
Майк Стайп, 27 квітня 2007 року

Майкл Стайп народився в сім'ї військового, вимушеної по службі часто переїжджати. Своє дитинство Стайп провів в Німеччині, а також штатах Техас, Іллінойс, Алабама та Джорджія. В 1978 році Майкл закінчив школу і вступив до університету Джорджії, де вивчав фотографію і образотворче мистецтво.
В 1980 році Стайп знайомиться з Пітером Баком, з яким вирішив заснувати рок-гурт. Незабаром до них приєдналися ще два учасники — Майк Міллз та Білл Беррі. Скоро всі учасники гурту R.E.M. (назва якої Стайп вибрав абсолютно випадково) перервали навчання у вузі, щоб присвячувати більше часу музиці. Стайп довше трьох своїх товаришів протримався в університеті.

## Особисте життя
Майкл Стайп відкритий бісексуал.